# Philippe Grandjean
Philippe Grandjean (født 1. marts 1950 i København), professor, dr.med., Student 1968 fra Herlufsholm, cand.med. 1974, forskningsstipendiat 1974-79, dr.med. 1979.
Han er en dansk professor i miljømedicin, der både er tilknyttet Syddansk Universitet som professor (siden 1982) og forskningsleder og (siden 2003) Harvard Universitet, hvor han er adjungeret professor, ligeledes i miljømedicin. Mellem 1994 og 2002 var han tilknyttet Boston University som adjungeret professor i miljømedicin og neurologi. Han har modtaget "Award for excellence in science in the public interest" i 2004 og "Odd Fellow Ordenens Forskerpris" i 2010.
I 2015 modtog han Ramazzini-prisen, især for sit arbejde med virkningerne af methylkviksølv.
Han har blandt andet påpeget, at mængden af pesticidrester i danske børns og mødres urin er nået op på et så kritisk niveau, at han frygter, at det kan skade kommende generationers intelligens.

## Bøger
Philippe Grandjean har skrevet følgende bøger.
- Miljø, sundhed og samfund, Nyt Nordisk Forlag,(ISBN 9788717062184) (1991)
- Farlig forurening, Nyt Nordisk Forlag,(ISBN 9788702183696) (1998)
- Kemi på hjernen, Gyldendal (ISBN 9788702179156) (2015)
- Du er giftig, Politikens Forlag (ISBN 9788740000016) (2025)